# Caroline Buchanan
Caroline Buchanan (Camberra, 24 de octubre de 1990) es una deportista australiana que compite en ciclismo en las modalidades de BMX y montaña.
Ganó 9 medallas en el Campeonato Mundial de Ciclismo BMX entre los años 2011 y 2017.
Obtuvo 4 medallas de oro en el Campeonato Mundial de Ciclismo de Montaña entre los años 2009 y 2017, todas en la prueba de campo a través para cuatro.

## Palmarés internacional

### Ciclismo BMX
| Campeonato Mundial | Campeonato Mundial         | Campeonato Mundial | Campeonato Mundial |
| Año                | Lugar                      | Medalla            | Competición        |
| ------------------ | -------------------------- | ------------------ | ------------------ |
| 2011               | Copenhague (Dinamarca)     | Medalla de plata   | Contrarreloj       |
| 2012               | Birmingham (Reino Unido)   | Medalla de oro     | Contrarreloj       |
| 2013               | Auckland (Nueva Zelanda)   | Medalla de oro     | Carrera            |
| 2013               | Auckland (Nueva Zelanda)   | Medalla de bronce  | Contrarreloj       |
| 2014               | Róterdam (Países Bajos)    | Medalla de plata   | Contrarreloj       |
| 2015               | Zolder (Bélgica)           | Medalla de plata   | Carrera            |
| 2016               | Medellín (Colombia)        | Medalla de oro     | Contrarreloj       |
| 2016               | Medellín (Colombia)        | Medalla de plata   | Carrera            |
| 2017               | Rock Hill (Estados Unidos) | Medalla de plata   | Carrera            |

### Ciclismo de montaña
| Campeonato Mundial | Campeonato Mundial        | Campeonato Mundial | Campeonato Mundial    |
| Año                | Lugar                     | Medalla            | Competición           |
| ------------------ | ------------------------- | ------------------ | --------------------- |
| 2009               | Camberra (Australia)      | Medalla de oro     | Campo a través para 4 |
| 2010               | Mont-Sainte-Anne (Canadá) | Medalla de oro     | Campo a través para 4 |
| 2016               | Val di Sole (Italia)      | Medalla de oro     | Campo a través para 4 |
| 2017               | Val di Sole (Italia)      | Medalla de oro     | Campo a través para 4 |